# Radio Veronica
Radio Veronica ist ein niederländischer Radiosender, der als Piratensender bekannt wurde und heute Pop- und Rockmusik aus den 1980er, 1990er und 2000er Jahren sendet.

## Geschichte
Eine Gruppe niederländischer Radiohändler entschloss sich am 15. Oktober 1959 in Amsterdam den „Vrije Radio Omroep Nederland“ (VRON) mit dem Zweck zu gründen, künftig hörerbegleitende und werbefinanzierte Rundfunkprogramme nach amerikanischem und dänischem Vorbild von See aus zu senden. Auf Grund der Gesetzeslage in den meisten europäischen Ländern konnten solche Projekte nur außerhalb der Hoheitsgebiete (Drei-Meilen-Zone) verwirklicht werden. Aus dem Namenskürzel der Gesellschaft entstand der Projektname „Veronica“.
Um möglichst schnell an potentielle Werbekunden zu gelangen, sendete das Gesellschaftsmitglied Henk Oswald bereits am 15. November ein Testprogramm, dem er den Namen „Von hoher See“ gab. In Wirklichkeit sendete er aus seinem Büro im Herzen Amsterdams. Bereits am 9. Dezember 1959 kaufte die Offshore-Radiogesellschaft für 63.000 Gulden (hfl) in Emden das ausrangierte Feuerschiff Borkumriff III, um es vor Ort bei der Cassens-Werft zum Sendeschiff umrüsten zu lassen. Am 18. April 1960 verließ das Radioschiff als Schleppverband den Emder Hafen unter panamaischer Flagge, um in internationalen Gewässern bei Katwijk vor der niederländischen Küste vor Anker zu gehen.
Radio Veronica eröffnete seinen Sendebetrieb von See am 21. April 1960. Ab dem 17. Mai 1960 sendete es auf der Mittelwellenfrequenz 192 Meter (1562,5 kHz), später 538 Meter (557 kHz). Wegen mangelnder Werbeverträge geriet die Gesellschaft in finanzielle Notlage. Noch im gleichen Jahr übernahmen die Brüder Bull, Dirk und Jaap Verweij die Führung des Unternehmens und erreichten in kürzester Zeit einen Werbespot-Boom für den Sender. In der Zeit vom 2. Januar bis 22. März 1961 sendete die CNBC (Commercial Neutral Broadcasting Company) ein zusätzliches Programm von Bord des Sendeschiffes.
Am 16. November 1964 wurde das ehemalige Feuerschiff Borkumriff als Sendeschiff durch den ehemaligen deutschen Heringslogger Norderney abgelöst. Die Beliebtheit des Seesenders unter der niederländischen Bevölkerung stieg. Mehr als 5 Millionen Hörer zählte die Rundfunk-Kontrollbehörde des Landes im Jahr 1961. Zu dieser Zeit hatte das Königreich 13½ Millionen Einwohner. Wurden in den ersten Jahren überwiegend niederländische Schlagerproduktionen gespielt, so entwickelte sich der Sender ab 1965 mehr und mehr zur Popmusik-Station, versäumte es aber nicht, heimische Produktionen gegen „den Rest der Welt“ antreten zu lassen. In den 1960er Jahren bestand der besondere Ehrgeiz des Senders darin, als einer der ersten die neuen Singles der großen Bands, zum Beispiel der Beatles oder der Rolling Stones, zu spielen. Dies geschah in der Form, dass diese Lieder dann etwa dreißig Mal am Tag gesendet wurden.
Bis heute verwendet man in den niederländischen Hitparaden die Veronica-Erfindung „Alarmschijf“, die als Markierung für eine Favoritenvorschau verwendet wird. Im Gegensatz zu anderen „Seesendern“, deren Discjockeys an Bord des Sendeschiffs ihren Dienst taten, wurden die Sendungen von Radio Veronica in Sendestudios in Hilversum aufgenommen und die Tonbänder an Bord geschafft und von dort zeitversetzt gesendet.
Trotz des zunehmenden Drucks der anderen Nordsee-Anrainerstaaten, die See-Piratensender abzuschaffen, duldete die niederländische Regierung Radio Veronica, nachdem diverse Demonstrationen (die größte 1973 in Den Haag) den Hörerwillen dokumentiert hatten. Nach dem Ausscheiden der Brüder Verweij aus der Veronica-Gesellschaft (durch Tod und kriminelle Machenschaften) gründete sich eine neue Führung mit dem Namen Veronica Omroep Organisatie (VOO, deutsch: Veronica Rundfunk Organisation). Direktoren waren die ehemaligen Veronica-Discjockeys Rob Out und Lex Harding. Nach der Novellierung des niederländischen Rundfunkgesetzes musste Radio Veronica seinen Sendebetrieb am 31. August 1974 einstellen.
Im Jahr 1976 startete das Unternehmen Veronica als legale Rundfunkorganisation im Gefüge des niederländischen Rundfunksystems und erhielt Sendezeit auf den verschiedenen Hörfunk- und Fernsehstationen des niederländischen Publieke Omroep. Vor allem auf der Popwelle Hilversum 3 (später Radio 3, heute 3FM) machte Veronica mit seinen Freitagssendungen („Volle Vrijdag“) Furore. 1985 erreichte die VOO den so genannten A-Status im niederländischen Rundfunksystem und zählte damit zu den großen Sendeorganisationen, die die Sendezeit auf den öffentlichen Wellen füllen.
Im Jahr 1995 schied die VOO aus dem niederländischen Rundfunksystem aus. Die Marke Veronica wurde von der Holland Media Group (HMG) übernommen. Unter dem Namen Veronica entstand ein kommerzieller TV-Sender und der bis dahin vor sich hindümpelnde kommerzielle Mittelwellensender „Holland FM“ wurde in „Hitradio Veronica“ umbenannt. Ab 1998 wurde der Sender unter dem Namen „Veronica FM“ weitergeführt und auf UKW verbreitet. Im Jahr 2000 erfolgte eine Namensänderung in „Yorin FM“, da die Veronica-Vereinigung nach einem Streit mit RTL die HMG verließ (die HMG kontrollierte) und die Namensrechte mitnahm.
Veronica war von 2000 bis 2003 vom niederländischen Äther verschwunden, bis im Jahr 2003 die Sky Radio Groep die Marke wieder aufleben ließ und mit Radio Veronica – de beste 80s en 90s hits auf einer fast landesweiten UKW-Senderkette ein Programm mit altbekannten DJs und neuen Talenten verbreitete. Der Marktanteil von Radio Veronica lag 2006 um die 5 Prozent. Der Veronica-Trägerverein (Vereniging Veronica) ist mit 10 % an der Sky Radio Groep beteiligt. Diese und damit auch Radio Veronica wird zu 85 % von der Telegraaf Media Groep kontrolliert.

## Galerie

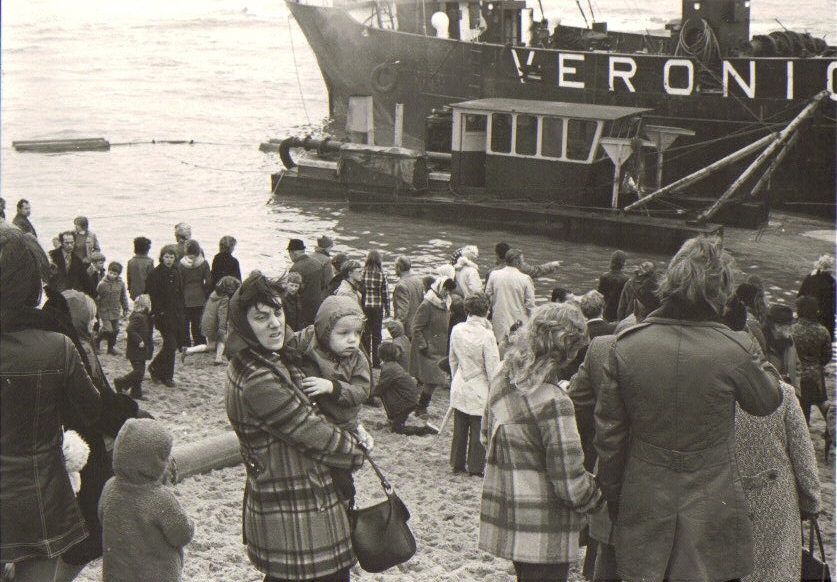
Die gestrandete Norderney
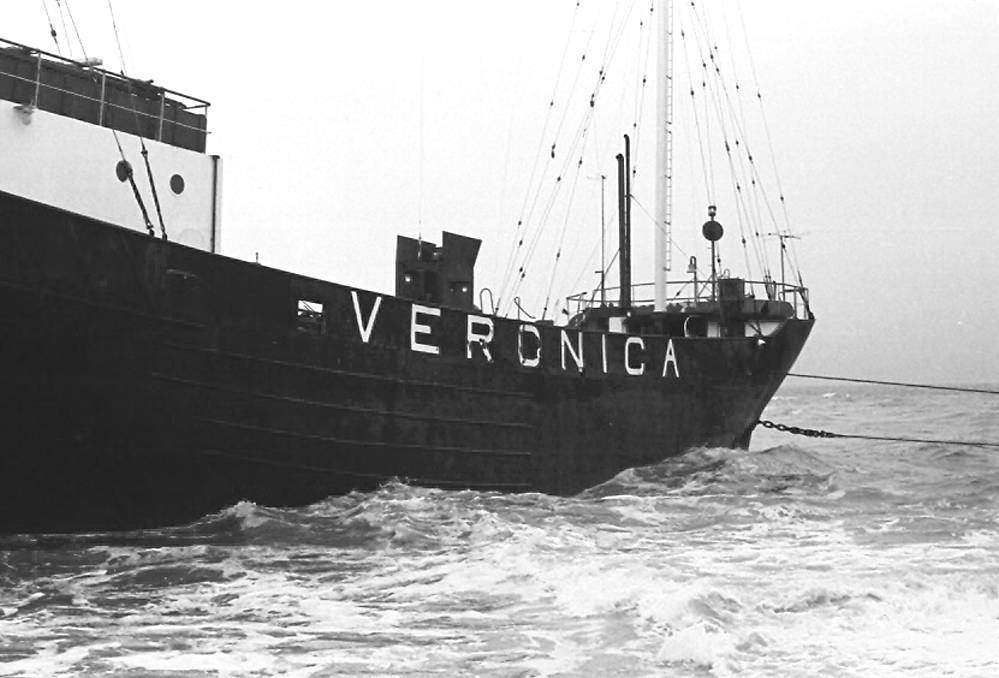
Die Norderney als Sendeschiff, 1973
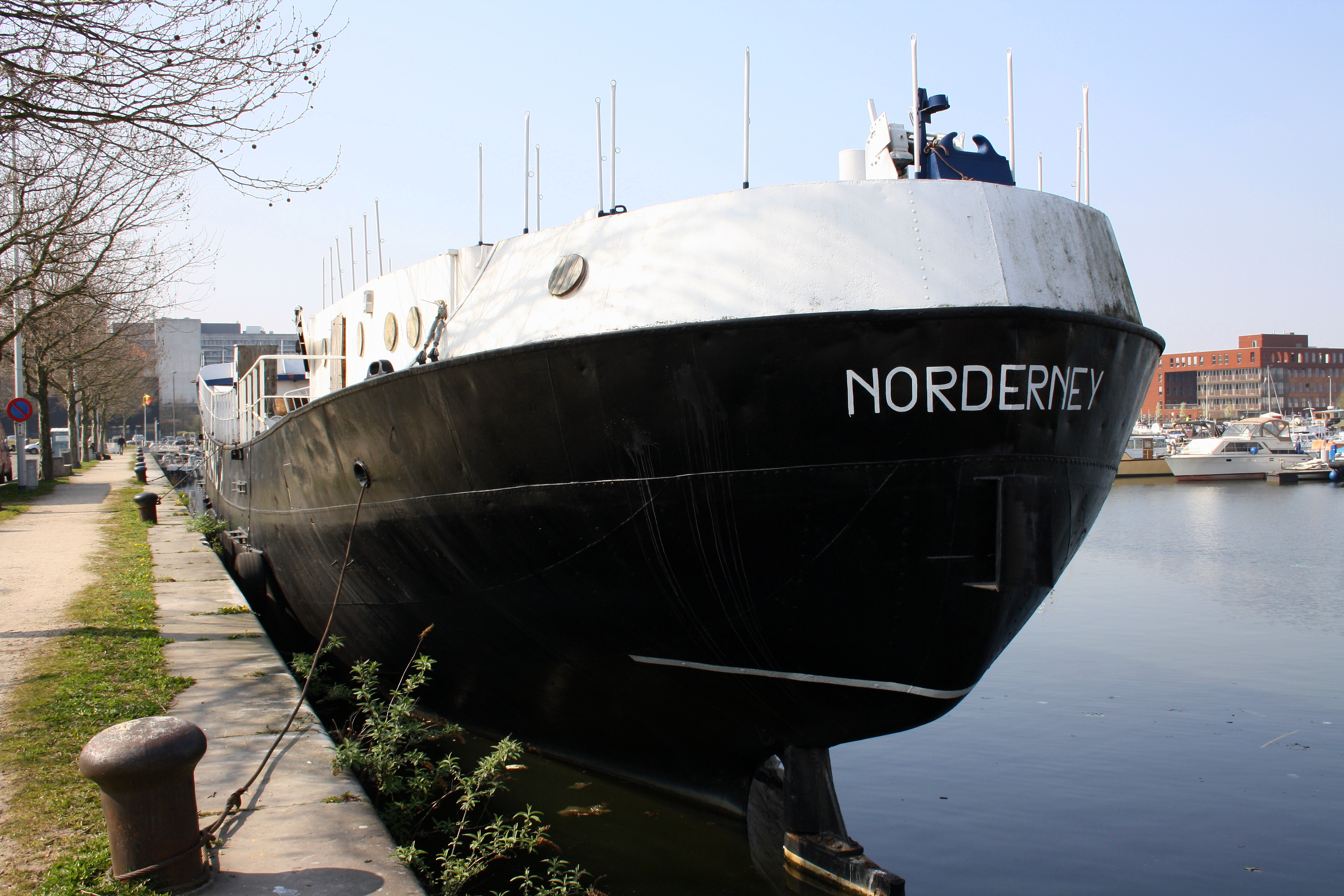
Die Norderney in Antwerpen, 2011
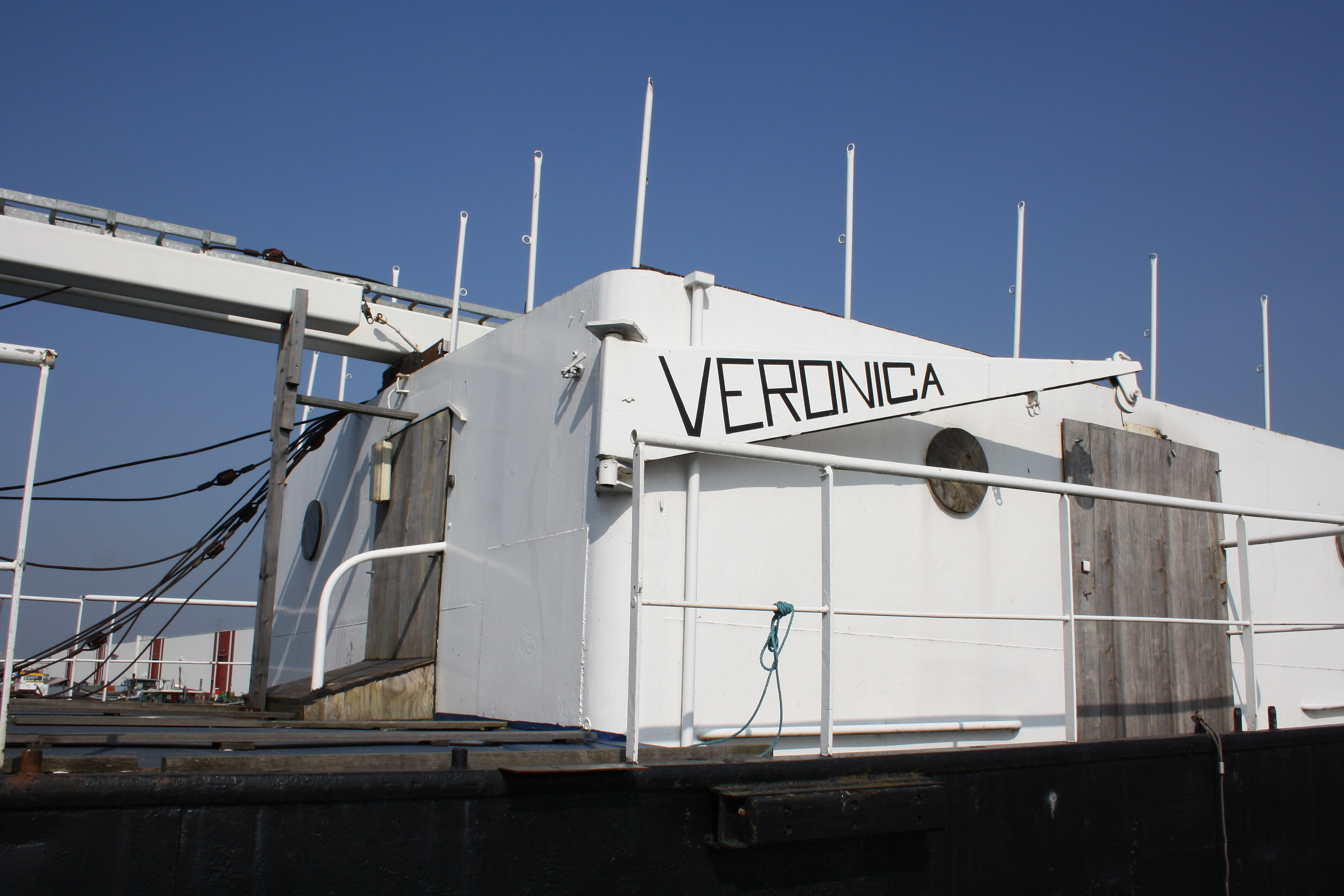
Die Norderney in Antwerpen, 2011
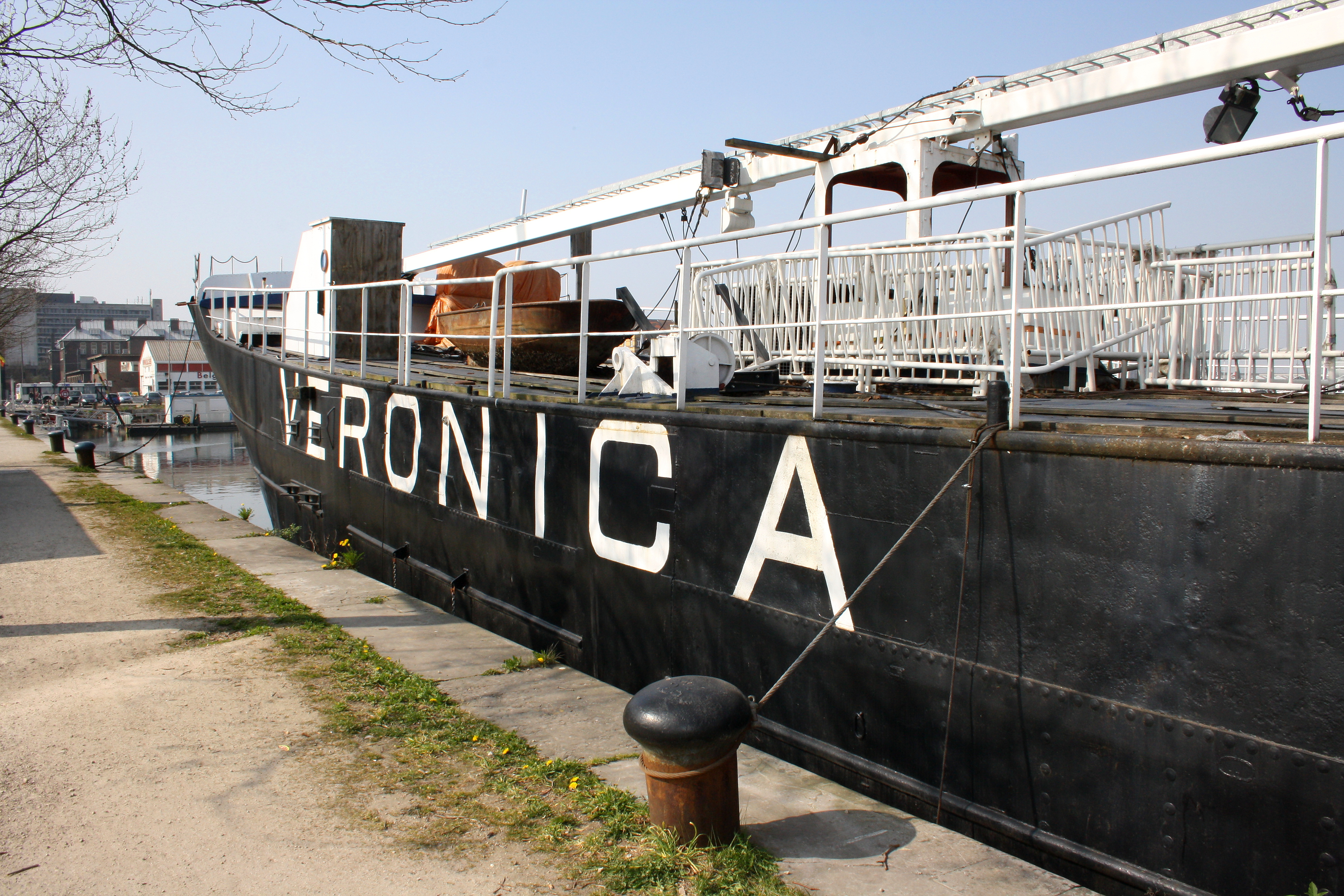
Die Norderney in Antwerpen, 2011

## Ähnliche Piratensender
- Radio Caroline
- Radio Nordsee International